# برونز
البرونز أو البُرُنْزُ أو الأَيَارُ أو المَرْشَبُ أو القُلُزُّ أو القِلِزُّ هي سبيكة معدنية تتكوّن أساسًا من النحاس، ويُضاف إليها عادةً حوالي 12 إلى 12.5% من القصدير، وغالبًا ما تُضاف إليها معادن أخرى مثل الألمنيوم أو المنغنيز أو النيكل أو الزنك، وأحيانًا تُضاف إليها عناصر غير معدنية مثل الفوسفور، أو شبه معدنية مثل الزرنيخ أو السيليكون. وتمنح هذه الإضافات السبائك الناتجة خصائص متنوعة، من بينها الصلابة الأعلى مقارنة بالنحاس النقي، أو ميزات مفيدة أخرى مثل القوة، والليونة، وسهولة التشغيل أو التشكيل.
تُعرف الحقبة الأثرية التي كان فيها البرونز المعدن الأكثر صلابة وشيوعًا في الاستخدام باسم العصر البرونزي. ويُؤرخ لبداية هذا العصر في أوراسيا الغربية تقليديًا إلى منتصف الألفية الرابعة قبل الميلاد (نحو 3500 ق.م)، بينما بدأ في الصين في أوائل الألفية الثانية قبل الميلاد، وانتشر تدريجيًا إلى مناطق أخرى حول العالم. وقد تلا العصر البرونزي العصر الحديدي، الذي بدأ حوالي عام 1300 قبل الميلاد، ووصل إلى معظم مناطق أوراسيا بحلول نحو 500 قبل الميلاد، على الرغم من أن البرونز استمر استخدامه على نطاق أوسع بكثير مما هو عليه في العصر الحديث.
نظرًا إلى أن الأعمال الفنية التاريخية كانت تُصنع غالبًا من البرونز أو النحاس الأصفر (وهو سبيكة من النحاس والزنك) بتركيبات معدنية مختلفة، فإن أوصاف المتاحف الحديثة والدراسات الأكاديمية لأعمال فنية قديمة باتت تميل إلى استخدام المصطلح العام "سبيكة نحاسية" بدلاً من أسماء السبائك الفردية. ويُتبع هذا النهج – جزئيًا على الأقل – لتفادي فشل عمليات البحث في قواعد البيانات بسبب أخطاء أو خلافات في تسمية السبائك النحاسية التاريخية.

## علم أصول الكلمات
ظهرت كلمة برونز في اللغة الإنجليزية بين عامي 1730–1740، وهي مقتبسة من الفرنسية الوسطى bronze (حوالي 1511)، والتي استُعيرت بدورها من الإيطالية bronzo، التي تعني "معدن الأجراس" أو "النحاس الأصفر"، وقد ظهرت في القرن الثالث عشر، وسُجّلت في اللاتينية الوسطى بصيغة bronzium. ويُعتقد أن أصل الكلمة يعود إلى أحد الاحتمالين التاليين:
- الكلمة اليونانية البيزنطية βροντησίον (brontēsíon)، والتي ظهرت في القرن الحادي عشر، وربما تعود إلى اسم مدينة بْرِندِزي (Brentḗsion – Βρεντήσιον)، الواقعة في إيطاليا، والتي اشتهرت بإنتاج البرونز.[18][19]

- أو أن أصلها الأقدم يعود إلى الفارسية القديمة برِنج (birinj)، والتي تعني "نحاس أصفر" (وفي الفارسية الحديثة berenj)، وكذلك الكلمة پرنگ (piring) التي تعني "نحاس". وقد اشتُقّت منها أيضًا كلمات في لغات أخرى مثل:

1. الجورجية: brinǯi (ბრინჯი)
2. التركية: pirinç (وتعود جذورها إلى "bir" بمعنى "واحد" و"birinç" بمعنى "أساسي")
3. الأرمنية: brinj (բրինձ)، وتُستخدم أيضًا بمعنى "برونز".

- وقد ورد في قاموس اللغة الإنجليزية لعام 1746 ما يلي: "خليط من النحاس والقصدير يُنتج معدن الأجراس؛ وإذا خُلط النحاس والنحاس الأصفر بكميات متساوية، فإنه يُنتج ما يُسميه الفرنسيون bronze، ويُستخدم لصنع التماثيل والتماثيل المجسمة" – تشيمبرز.[20]
- وفي قاموس ويبستر لعام 1828: "القصدير عند اتحاده بالنحاس بنسب مختلفة، يُكوّن البرونز، ومعدن الأجراس، ومعدن المرآة" – د. أولمستد.[21]
- أما قاموس تشيمبرز لعام 1872 فعرّف البرونز على النحو الآتي: "Bronze، اسم، سبيكة من النحاس والقصدير، ذات لون بني أو مائل للاحتراق."[22]

## التاريخ
مكّن اكتشاف البرونز الإنسان من صنع أدوات معدنية أكثر صلابة ومتانة مما كان ممكنًا سابقًا. كانت أدوات البرونز، والأسلحة، والدروع، ومواد البناء مثل البلاط الزخرفي، أكثر صلابة ومتانة مقارنة بسابقاتها من الحجر والنحاس (العصر النحاسي).
يعود أقدم أثر مصنوع من سبيكة قصدير-نحاس لحوالي 4650 قبل الميلاد، والذي عثر عليه في موقع ثقافة فينكا في بلوقنيك (صربيا)، ويعتقد أنه تم صهره من خام طبيعي يحتوي على قصدير ونحاس يدعى "ستانيت". تعود أمثلة أخرى مبكرة إلى أواخر الألفية الرابعة قبل الميلاد في مصر، وسوسة (إيران)، وبعض المواقع القديمة في الصين، ولوريستان (إيران)، وتيبي سيالك (إيران)، ومونديجاك (أفغانستان)، وبلاد الرافدين (العراق).

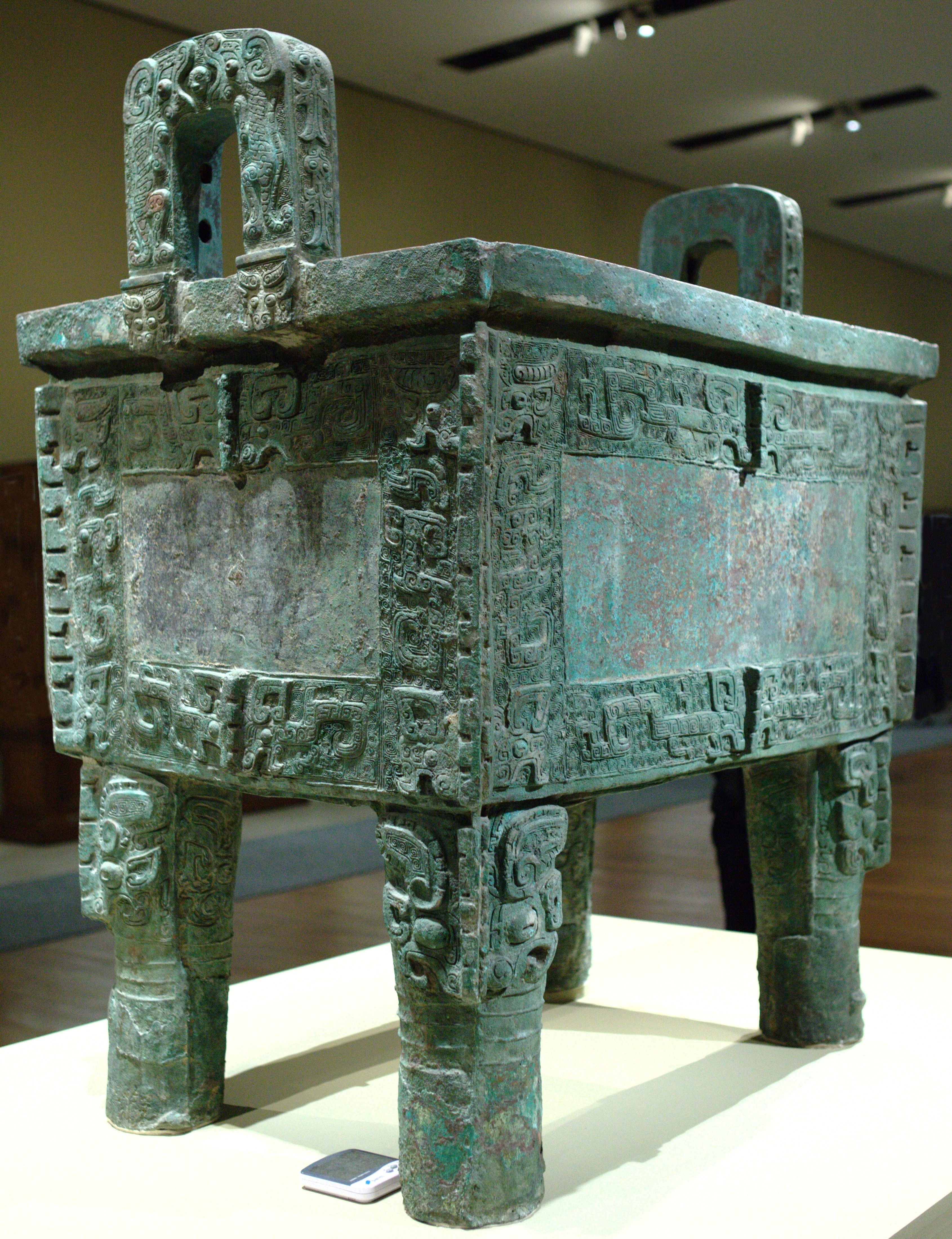
مرجل هووموو دينغ (بالصينية: 后母戊鼎؛ بالبينيين: Hòumǔwù dǐng) هو أثقل قطعة من البرونز الطقوسي الصيني تم العثور عليها على الإطلاق، ويعود تاريخها إلى الفترة ما بين 1300–1046 قبل الميلاد. يُعرض هذا المرجل حاليًا في المتحف الوطني للصين في بكين. وقد سُمِّي بهذا الاسم استنادًا إلى النقش الموجود على الجدار الداخلي للمرجل، والذي يقرأ "Hòumǔwù" ويعني "الملكة الأم وو".

عثر على سبائك النحاس الزرنيخي، الناتجة عن اختلاط خامات النحاس والزرنيخ طبيعيًا أو صناعيًا على هيئة معدن بلون فضي، مع زيادة في القوة، ونقطة انصهار أقل، وسهولة أكبر في المعالجة مقارنة بالنحاس. تعود أقدم آثار معروفة لسبائك النحاس الزرنيخي إلى ثقافة يحيى (الفترة الخامسة 3800–3400 قبل الميلاد) في تل إبليس على الهضبة الإيرانية، وتم صهرها من النحاس الزرنيخي الطبيعي ونحاس الزرنيخيدات، مثل الألغودونيت والدوميكيت. يعتبر البرونز القصديري أفضل من النحاس الزرنيخي من حيث سهولة التحكم في عملية السبك، وكانت السبيكة الناتجة أقوى وأسهل في الصب. كذلك، وعلى عكس الزرنيخ، فإن القصدير المعدني والأبخرة الناتجة عن تكرير القصدير ليست سامة.
أصبح القصدير المكوّن غير النحاسي الرئيسي في البرونز في أواخر الألفية الثالثة قبل الميلاد. نادرًا ما تُوجد خامات النحاس والقصدير معًا (باستثناء كورنوال في المملكة المتحدة، وموقع قديم في تايلاند وآخر في إيران)، لذا كان العمل الجاد في صناعة البرونز دائمًا يتطلب تجارة مع مناطق أخرى. كان لمصادر القصدير وتجارته في العصور القديمة تأثير كبير على تطور الثقافات. في أوروبا، كان المصدر الرئيسي للقصدير هو رواسب كورنوال البريطانية، والتي تم تداولها حتى في فينيسيا شرق البحر المتوسط. في العديد من مناطق العالم، وُجدت مجموعات كبيرة من القطع البرونزية، ما يشير إلى أن البرونز كان يمثل أيضًا مخزنًا للقيمة ودليلًا على المكانة الاجتماعية. في أوروبا، عُثر على مجموعات كبيرة من أدوات البرونز، خصوصًا الفؤوس ذات المقابض المجوفة، والتي غالبًا ما تظهر خالية من علامات الاستعمال. في حالة البرونز الطقوسي الصيني، والذي يوثق من خلال النقوش الموجودة عليه ومصادر أخرى، الأمر واضح؛ إذ صُنعت هذه القطع بكميات ضخمة للدفن مع النخبة، واستخدمها الأحياء أيضًا في الطقوس.
أظهرت دراسة لـ324 قطعة معدنية من حضارة وادي السند (2600–1900 قبل الميلاد)، أُجريت في التسعينيات، أن 67 قطعة (20%) تحتوي على محتوى من القصدير، لتُعتبر قطع برونزية، وأن 26 قطعة (8%) منها تحتوي على أكثر من 10% قصدير، مما يسمح بصبها؛ مصدر القصدير غير معروف، لكن يُفترض أنه من بخارى أو سمرقند في أوزبكستان.

### الانتقال إلى العصر الحديدي
على الرغم من أن صلابة البرونز وفق مقياس فيكرز تتراوح بين 60–258، وهي أعلى عمومًا من صلابة الحديد المطاوع التي تتراوح بين 30–80، إلا أن العصر البرونزي تلاه العصر الحديدي بعد اضطراب كبير في تجارة القصدير؛ حيث أدت الهجرات السكانية حوالي 1200–1100 قبل الميلاد إلى تقليل شحنات القصدير عبر البحر المتوسط ومن بريطانيا، مما قلل الإمدادات ورفع الأسعار. مع تحسن فن صناعة الحديد، أصبح الحديد أرخص وأفضل جودة. ومع تقدم الثقافات لاحقًا من الحديد المشغول يدويًا إلى الحديد المشكّل آليًا (عادة بواسطة مطارق تعمل بالماء)، تعلّم الحدادون أيضًا صناعة الفولاذ، وهو أقوى وأصلب من البرونز ويحافظ على حدته لفترة أطول. استمر استخدام البرونز خلال العصر الحديدي وما زال يُستخدم لأغراض عديدة حتى العصر الحديث.

## التركيب

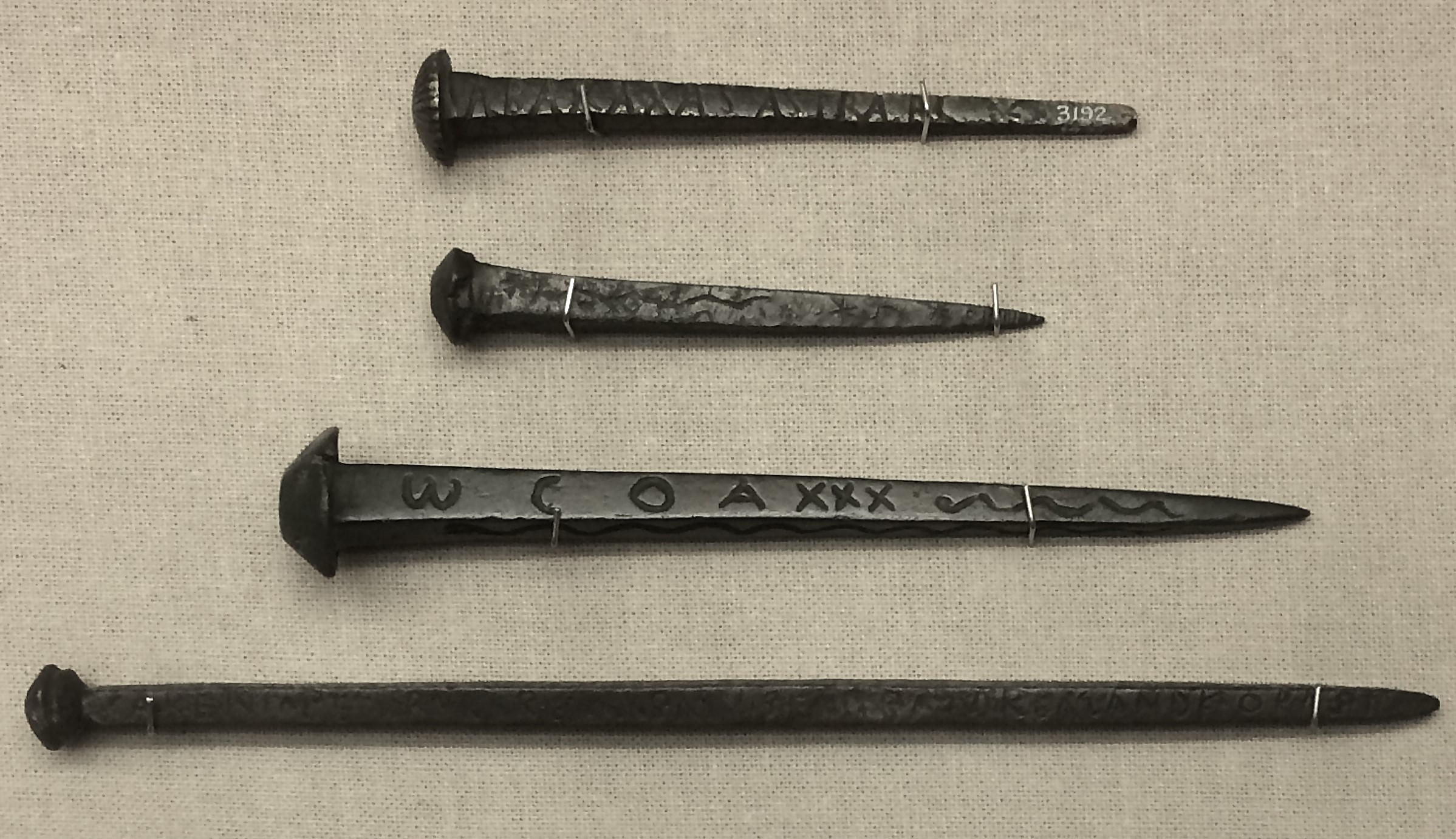
مسامير برونزية رومانية تعود إلى القرنين الثالث والرابع بعد الميلاد، تحمل رموزًا سحرية ونقوشًا كتابية.

توجد العديد من سبائك البرونز المختلفة، لكن البرونز الحديث يتكون عادةً من حوالي 88٪ نحاس و12٪ قصدير. يتكوَّن "البرونز ألفا" من محلول صلب من القصدير في النحاس، وتُستخدم سبائك البرونز ألفا التي تحتوي على 4–5٪ قصدير في صناعة العملات المعدنية، والنوابض، والتوربينات، وشفرات الآلات. أما "البرونز التاريخي"، فقد كان يختلف كثيرًا في تركيبه، نظرًا لأن الحرفيين غالبًا ما استخدموا خردة معدنية متوفرة لديهم؛ فعلى سبيل المثال، يتكون معدن شمعدان غلوستر الإنجليزي من القرن الثاني عشر من مزيج من النحاس، والزنك، والقصدير، والرصاص، والنيكل، والحديد، والأنتيمون، والزرنيخ، وكمية كبيرة غير معتادة من الفضة – تراوحت نسبتها بين 22.5٪ في القاعدة و5.76٪ في الصينية أسفل الشمعة. وتشير نسب هذه المكونات إلى أن الشمعدان صُنِع على الأرجح من مجموعة من العملات القديمة. أما "البرونز البنيني" من القرن الثالث عشر، فهو في الواقع من النحاس الأصفر، كما يوصف أحيانًا حوض المعمودية الرومانسكي في كنيسة القديس بارثولوميو في مدينة لييج، والذي يعود إلى القرن الثاني عشر بأنه برونز وأحيانًا أخرى بأنه نحاس أصفر.
وخلال العصر البرونزي، استُخدم نوعان رئيسيان من البرونز: "البرونز الكلاسيكي" الذي يحتوي على حوالي 10٪ قصدير، وكان يُستخدم في عمليات الصب؛ و"البرونز اللين" الذي يحتوي على حوالي 6٪ قصدير، وكان يُطرق من سبائك لصنع صفائح معدنية. كانت الأسلحة ذات الشفرات تُصنع غالبًا من البرونز الكلاسيكي بواسطة الصب، في حين كانت الخوذ والدروع تُطرَق من البرونز اللين.
أما البرونز التجاري الحديث (90٪ نحاس و10٪ زنك) والبرونز المعماري (57٪ نحاس، 3٪ رصاص، 40٪ زنك)، فهما يُعتبران في الواقع من سبائك النحاس الأصفر لأن الزنك هو العنصر السبائكي الأساسي فيهما، وغالبًا ما يُستخدمان في التطبيقات المعمارية. ويحتوي "البرونز اللدن" على كمية كبيرة من الرصاص، ما يمنحه قابلية أكبر للتشكيل، ويُعتقد أن الإغريق القدماء استخدموه في بناء السفن. أما البرونز السيليكوني، فيتكوَّن من: السيليكون بنسبة 2.80–3.80٪، المنغنيز 0.50–1.30٪، الحديد حتى 0.80٪، الزنك حتى 1.50٪، الرصاص حتى 0.05٪، ويُستكمل الباقي بالنحاس.
ومن السبائك الأخرى للبرونز: برونز الألمنيوم، برونز الفوسفور، برونز المنغنيز، معدن الأجراس، البرونز الزرنيخي، معدن السبكيولا، برونز البزموت، وسبائك الصنج.

## الخصائص
تتميّز السبائك المعتمدة على النحاس بدرجة انصهار أقل من الفولاذ أو الحديد، ويسهل إنتاجها من عناصرها الأساسية. وغالبًا ما تكون هذه السبائك أكثف من الفولاذ بنسبة تقارب 10%، إلا أن الأنواع التي يدخل فيها الألمنيوم أو السيليكون قد تكون أقل كثافة. يتمتع البرونز بقدرة أعلى على توصيل الحرارة والكهرباء مقارنة بمعظم أنواع الفولاذ. وبالرغم من أن سبائك النحاس عمومًا أغلى من الفولاذ، فإنها تظل أقل تكلفة من السبائك النيكلية.

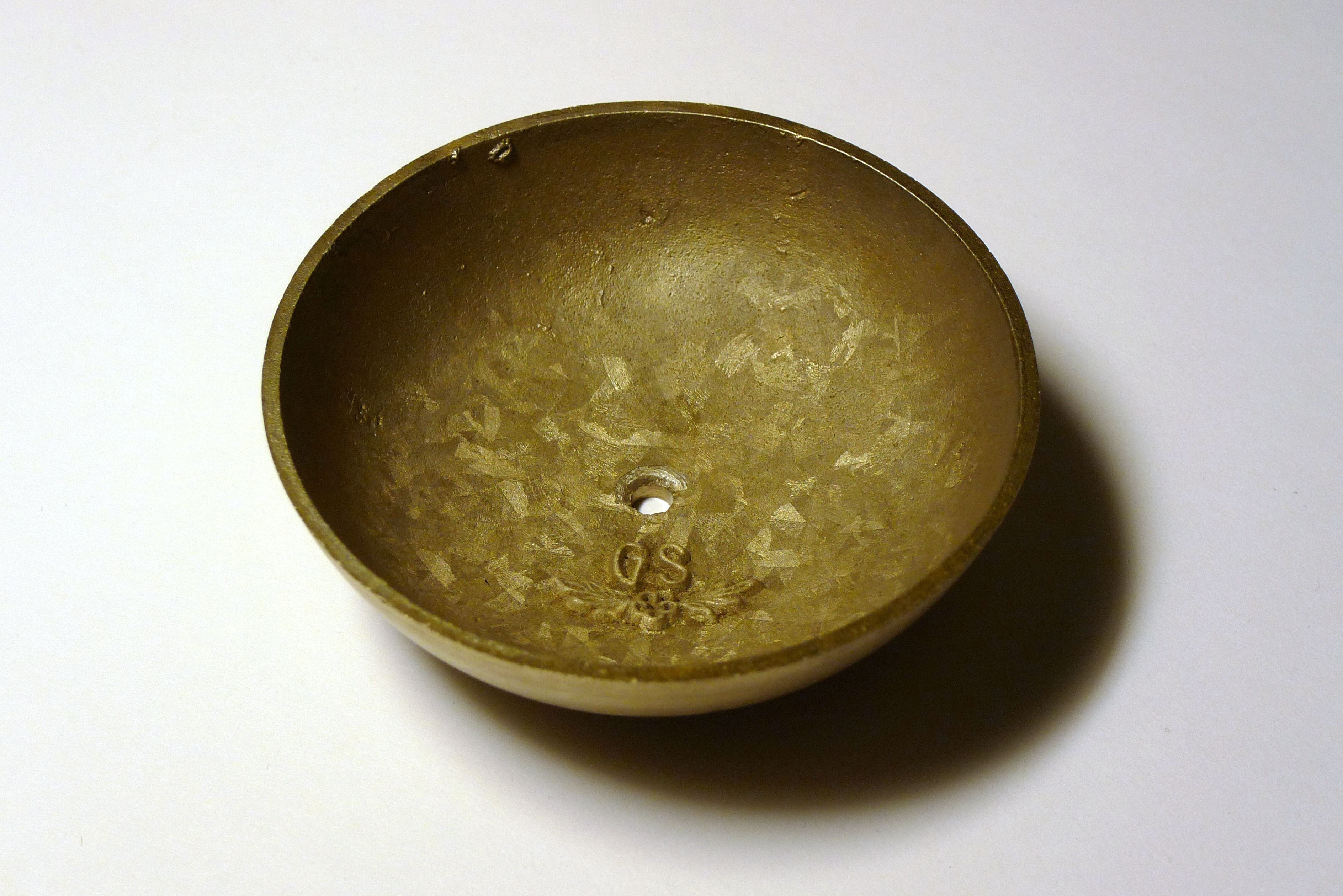
جرس برونزي يظهر عليه هيكل بلوري مرئي.

ويمتاز البرونز بكونه سبيكة لينة، وأقل هشاشة بكثير من الحديد الزهر. كما أن للنحاس وسبائكه استخدامات متنوعة تعكس خصائصه الفيزيائية والميكانيكية والكيميائية المتعددة. من أبرز الأمثلة على ذلك: التوصيل الكهربائي العالي للنحاس النقي، وانخفاض معامل الاحتكاك في برونز المحامل (الذي يحتوي على نسبة رصاص تتراوح بين 6 و8%)، والرنين الصوتي المميز لبرونز الأجراس (80% نحاس و20% قصدير)، ومقاومة عدد من سبائك البرونز للتآكل بفعل مياه البحر.
تتراوح درجة انصهار البرونز حول 950 درجة مئوية (1742 فهرنهايت)، لكنها تختلف تبعًا لنسب مكونات السبيكة. وغالبًا ما يكون البرونز غير مغناطيسي، إلا أن بعض أنواعه التي تحتوي على الحديد أو النيكل قد تُظهر خصائص مغناطيسية. ويتأكسد البرونز عادةً على نحو سطحي فقط؛ إذ تُشكّل طبقة رقيقة من أكسيد النحاس (التي قد تتحوّل لاحقًا إلى كربونات النحاس)، ما يُكوّن طبقة واقية تحمي المعدن الداخلي من المزيد من التآكل. ويُلاحظ هذا التأثير في التماثيل العائدة إلى العصر الهلنستي. أما في حال تشكُّل كلوريدات النحاس، فقد يتعرض البرونز لعملية تآكل تُعرف بـ"مرض البرونز"، تؤدي مع مرور الوقت إلى تدميره بالكامل.

## الاستخدامات
استُخدم البرونز، أو السبائك والمخاليط المشابهة له، في سكّ العملات لفترات زمنية طويلة. وقد كان البرونز ملائمًا بشكل خاص لتجهيزات القوارب والسفن قبل الانتشار الواسع للفولاذ المقاوم للصدأ، نظرًا لمزيجه الفريد من المتانة ومقاومة التآكل الناتج عن مياه البحر. ولا يزال يُستخدم على نطاق واسع في المراوح البحرية والمحامل المغمورة بالماء.

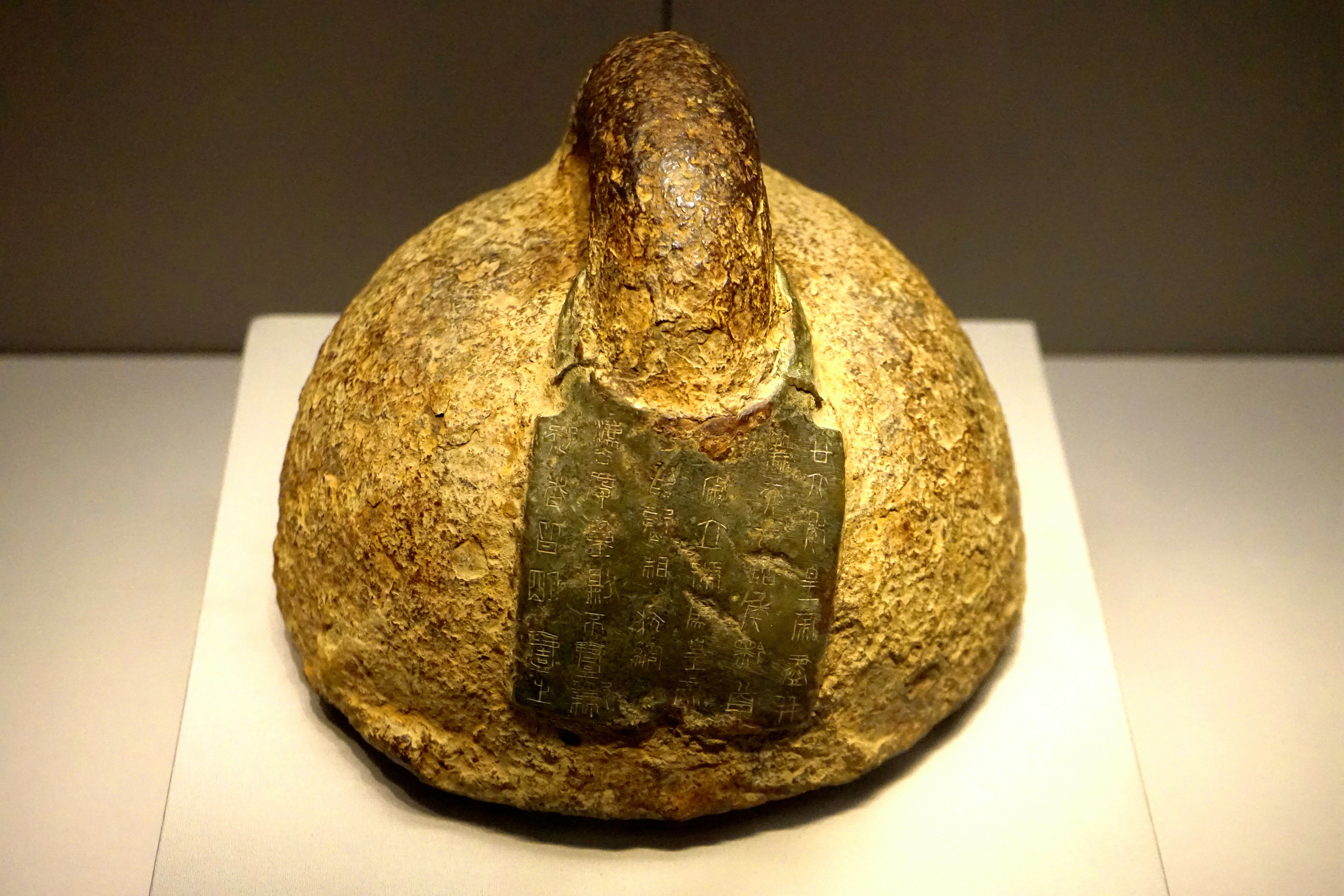
وزن برونزي يحمل أمرًا إمبراطوريًا منقوشًا، من عهد سلالة تشين.

وفي القرن العشرين، أُدخل السيليكون كعنصر سبائكي رئيسي، ما أدى إلى تطوير سبيكة جديدة تُعرف باسم "برونز السيليكون"، تُستخدم على نطاق واسع في التطبيقات الصناعية، وتُعد الشكل الأكثر شيوعًا في صناعة التماثيل الحديثة. ويفضّل النحّاتون هذه السبيكة نظرًا لتوفّر قضبان لحام من برونز السيليكون، ما يُتيح إجراء إصلاحات تطابق لون الصب الأصلي. كما يُستخدم الألمنيوم لتشكيل سبيكة "برونز الألمنيوم"، وهي سبيكة هيكلية متينة.
تُعرف أجزاء البرونز بصلابتها، وتُستخدم عادةً في صناعة المحامل، والمشابك، والموصلات الكهربائية، والنوابض. كما يمتاز البرونز بانخفاض معامل الاحتكاك عند احتكاكه بمعادن مغايرة، وهي خاصية جعلته مهمًا في صناعة المدافع قبل ظهور أنظمة التصنيع الدقيقة، حيث كانت كرات الحديد تلتصق بجدران المدافع المصنوعة من الحديد لولا استخدام البرونز.
ولا يزال البرونز يُستخدم حتى اليوم في صناعة النوابض، والمحامل، والبَطانات، ومحامل التوجيه في نواقل الحركة في السيارات، وغيرها من التجهيزات الميكانيكية المشابهة. كما يُستخدم بكثرة في محامل المحركات الكهربائية الصغيرة. ويُعد "برونز الفوسفور" مناسبًا للغاية للمحامل الدقيقة والنوابض، ويُستخدم أيضًا في أوتار الغيتار والبيانو. وعلى عكس الفولاذ، فإن ضرب البرونز على سطح صلب لا يُولّد شررًا، ولذلك تُصنَع منه (إلى جانب نحاس البيريليوم) المطارق، والمفاتيح، والأدوات المتينة المخصصة للاستخدام في البيئات القابلة للانفجار أو في وجود أبخرة قابلة للاشتعال.
كما يُستخدم البرونز في إنتاج "صوف البرونز" المستخدم في أعمال النجارة الدقيقة، حيث يُجنَّب تلوّث خشب البلوط الذي قد يُحدثه صوف الفولاذ. ويُستخدم برونز الفوسفور في صناعة مراوح السفن، والآلات الموسيقية، والموصلات الكهربائية. وتُصنع المحامل غالبًا من البرونز بسبب خصائصه الاحتكاكية الممتازة، كما يمكن تشريبه بالزيت لإنتاج مواد خاصة مثل "أويلايت" وأنواع مماثلة تُستخدم في المحامل.
ويتميّز برونز الألمنيوم بصلابته ومقاومته العالية للتآكل، ويُستخدم في المحامل ومسارات أدوات القطع. وكانت شركة Doehler Die Casting Co. في توليدو، أوهايو، مشهورة بإنتاج سبيكة "براستيل" البرونزية، وهي سبيكة عالية الشد ومقاومة للتآكل.

### البرونز المعماري

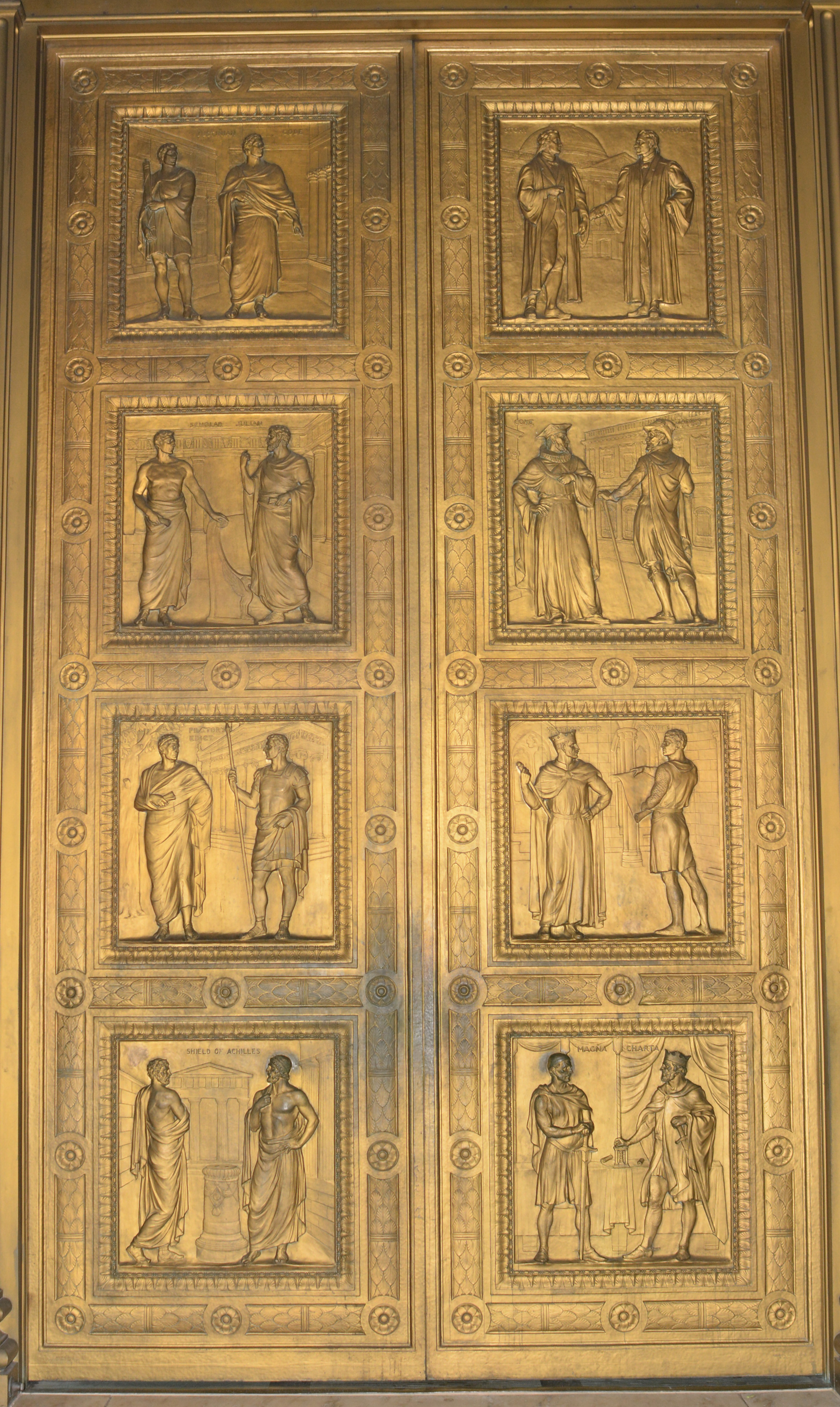
الأبواب البرونزية الضخمة لمبنى المحكمة العليا للولايات المتحدة، من تصميم جيلبرت دونيلي الأب وابنه جون دونيلي الابن.

يُعد مبنى سيغرام الواقع في شارع بارك أفينيو بمدينة نيويورك "أيقونة معمارية على هيئة صندوق زجاجي مُغلَّف بالبرونز، صمّمه المعماري لودفيغ ميس فان دير روه". وقد كان هذا المبنى أول مبنى في العالم يُغطّى بالكامل بواجهات من البرونز. صنعت شركة General Bronze Corporation نحو 3,200,000 رطل (ما يعادل 1,600 طن) من البرونز لهذا المشروع في مصنعها الكائن في مدينة غاردن سيتي بولاية نيويورك.
يتكوّن مبنى سيغرام من 38 طابقًا بارتفاع 516 قدمًا، وهو مُغلَّف بواجهات زجاجية ذات لون كهرماني مائل للبرونزي. ويبدو المبنى كبرج مربع الشكل مكوّن من 38 طابقًا مكسو بواجهة ستارية بسيطة من المعدن والزجاج. وقد اختير البرونز تحديدًا لخصائصه اللونية قبل وبعد التقادم، ولمقاومته العالية للتآكل، ولإمكانية سحبه وتشكيله بسهولة عبر البثق.
في عام 1958، لم يكن مبنى سيغرام مجرد أغلى مبنى في زمانه – بتكلفة بلغت 36 مليون دولار – بل كان أيضًا أول مبنى في العالم يضم جدرانًا زجاجية تمتد من الأرض إلى السقف. وقد حقّق ميس فان دير روه الحواف الحادة الدقيقة بفضل تفاصيل مُخصصة صمّمتها شركة جنرال برونز، بل حتى البراغي التي ثبّتت الألواح الزجاجية كانت مصنوعة من النحاس الأصفر.

### التماثيل
يُستخدم البرونز على نطاق واسع في صبّ التماثيل. وتتمتع السبائك البرونزية الشائعة بخاصية فريدة ومطلوبة، وهي تمدّدها الطفيف قبل التصلّب، مما يسمح لها بملء أدق تفاصيل القالب. ثم تنكمش قليلاً أثناء التبريد، ما يُسهِّل فصلها عن القالب.
يذكر الملك الآشوري سنحاريب (704–681 ق.م) أنه كان أول من صبّ تماثيل برونزية ضخمة (قد يصل وزنها إلى 30 طنًا) باستخدام قوالب مكوّنة من جزئين، بدلًا من تقنية الشمع المفقود التقليدية. وقد اعتُبرت التماثيل البرونزية أرقى أشكال النحت في الفن الإغريقي القديم، إلا أن عددًا قليلًا منها نجا من الفترات اللاحقة، إذ كان البرونز معدنًا ثمينًا نادرًا في العصور القديمة المتأخرة والعصور الوسطى، مما أدى إلى صهر معظم التماثيل لإعادة استخدام المعدن. ومع ذلك، فإن العديد من أشهر التماثيل الإغريقية المعروفة اليوم وصلتنا من خلال نسخ رومانية مصنوعة من الرخام، كانت أكثر عرضة للبقاء عبر الزمن.
في الهند، تم اكتشاف تماثيل برونزية تعود إلى فترات مختلفة، منها فترة كوشانا (كنز تشاوسا)، وفترة غوبتا (تمثال براهما من ميربور خاص، كنز أكوتا، تمثال بوذا في سلطانبور)، إضافة إلى تماثيل لاحقة مثل كنز هانسي. وقد أبدع الفنانون الهندوس في عصر أسرة تشولا بجنوب الهند (تاميل نادو) تماثيل برونزية معقّدة باستخدام طريقة الشمع المفقود، مع تفاصيل زخرفية دقيقة تُجسّد آلهة الهندوسية. ولا تزال هذه الحرفة حيّة حتى اليوم، لا سيما في مناطق سواميمالاي وتشيناي، حيث يعمل عدد كبير من الحرفيين.
وفي العصور القديمة، أنتجت ثقافات أخرى أيضًا أعمالًا فنية راقية باستخدام البرونز. ففي أوروبا، اشتهرت المنحوتات الإغريقية البرونزية التي جسّدت شخصيات من الأساطير اليونانية، بينما ظهرت في شرق آسيا "البرونزيات الطقسية الصينية" خلال عصري شانغ وزهو، وغالبًا ما كانت أواني احتفالية لكنها شملت أحيانًا تماثيل صغيرة. ولا يزال البرونز حتى اليوم أحد المواد المُفضَّلة في صناعة التماثيل الضخمة والنُصُب التذكارية.
أما في إمبراطورية بنين (القرنين 13–19 الميلادي)، فقد أُنتجت صبّات معدنية تُعرف بـ"برونزات بنين"، وهي تُعد تقنيًا مصنوعة من سبائك نحاس أصفر مُحتوية على الرصاص، وليست برونزًا بالمعنى الدقيق.

### الإنارة

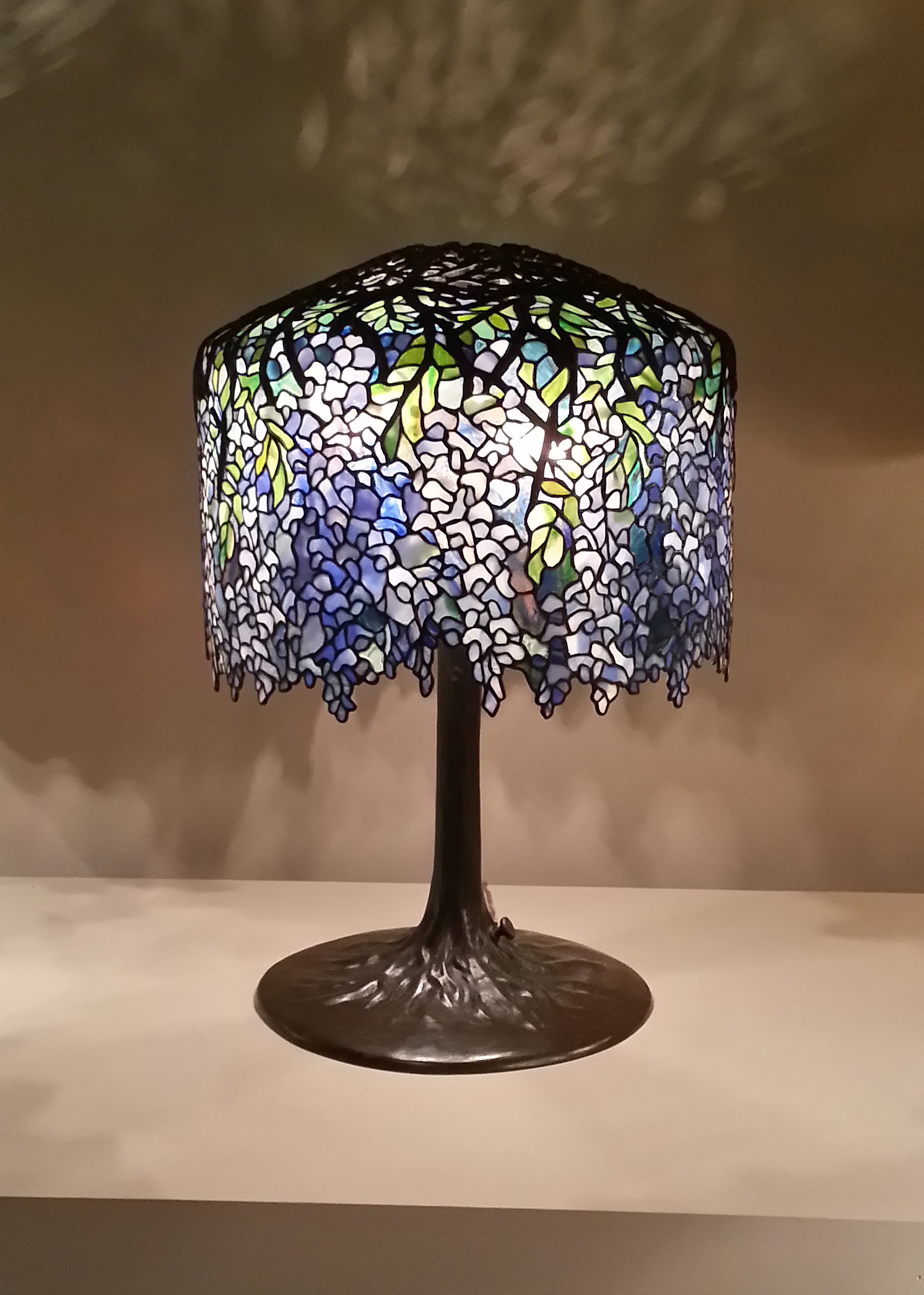
مصباح طاولة تيفاني مزخرف بالبرونز.

استُخدم البرونز في مجموعة متنوعة من الفنون التطبيقية والزخرفية، فقد استخدم لويس كومفورت تيفاني، الذي اشتهر من خلال ورشات تيفاني للزجاج، البرونز في أعماله الفنية، خصوصًا في قاعدة مصابيح تيفاني الشهيرة، حيث جمع بين الزجاج الفني الملوَّن المعروف باسم زجاج فافرِيل والقاعدة البرونزية، ما أضفى على المصابيح طابعًا أنيقًا وفريدًا.

### النوافير والأبواب
تُعد نافورة أندرو دبليو. ميلون التذكارية، الواقعة في منطقة المثلث الفدرالي بالعاصمة الأميركية واشنطن، أكبر وأفخم نافورة برونزية معروفة تم صبّها في العالم. وقد صُنعت هذه النافورة عام 1952 على يد شركتي Roman Bronze Works وGeneral Bronze Corporation، باستخدام نوع خاص من البرونز يُعرف باسم برونز التماثيل، وهي سبيكة رباعية تتكوَّن من النحاس والزنك والقصدير والرصاص، وتتميّز بلونها البني الذهبي التقليدي.
ومن المشاريع المعمارية البرونزية الكبرى الأخرى التي تُنسب إلى هاتين الشركتين، الأبواب البرونزية الهائلة لمبنى المحكمة العليا للولايات المتحدة، والتي تتميّز بتصميمها الفخم وزخارفها المعمارية الدقيقة.

### المرايا
كان البرونز يُعد المادة القياسية لصناعة المرايا قبل أن يصبح بالإمكان إنتاج الزجاج بأسطح مستوية بدرجة مقبولة. وقد استُخدم لهذا الغرض في العديد من أنحاء العالم، ويُرجَّح أن ذلك جاء نتيجة لاكتشافات مستقلة في حضارات مختلفة. ولا تزال مرايا برونزية محفوظة تعود إلى مصر القديمة في عهد المملكة الوسطى (2040–1750 قبل الميلاد)، كما عُثر على مرايا مماثلة في الصين تعود إلى نحو عام 550 قبل الميلاد. أما في أوروبا، فقد كان الإتروسكيون يصنعون المرايا البرونزية في القرن السادس قبل الميلاد، وتبعهم في ذلك اليونانيون والرومان بنفس النمط والأسلوب. وعلى الرغم من دخول مواد أخرى مثل معدن سبيكة المرايا المعدنية حيّز الاستخدام لاحقًا، وسيطرة المرايا الزجاجية الغربية على المشهد، إلا أن صناعة المرايا البرونزية استمرت حتى القرن الثامن عشر في اليابان وبعض المناطق الأخرى، ولا تزال تُنتَج حتى اليوم على نطاق محدود في ولاية كيرالا جنوب الهند.

### الآلات الموسيقية
يُعد البرونز المعدن المفضل في صناعة الأجراس، ويُستخدم بصيغة خاصة تُعرف باسم معدن الأجراس، وهي سبيكة غنية بالقصدير تحتوي عادةً على حوالي 23٪ قصدير. تمنح هذه السبيكة الجرس خصائص صوتية مميزة من حيث الرنين والنقاء. وتُصنّع معظم الصنوج الاحترافية أيضًا من البرونز، لما يتمتع به من توازن مثالي بين المتانة والطابع الصوتي (الطنين). وتُستخدم عدة أنواع من البرونز في هذا السياق، أبرزها:
- برونز B20: ويتكوَّن من نحو 80٪ نحاس و20٪ قصدير، مع آثار طفيفة من الفضة.

- برونز B8: وهو أكثر صلابة، ويحتوي على 8٪ قصدير و92٪ نحاس.

ويؤثر محتوى القصدير بشكل مباشر على نوعية الصوت؛ فكلما زادت نسبة القصدير، انخفض الطنين،
كما يُستخدم البرونز في لفّ أوتار الفولاذ أو النايلون في آلات وترية متنوعة مثل: الكونترباص، البيانو، الهاربسيكورد، الغيتار، وغالبًا ما تُخصَّص الأوتار البرونزية في آلة البيانو للأصوات منخفضة التردد، لأنها تمنح صوتًا ذا استمرارية أفضل مقارنةً بالفولاذ عالي الشدّ.
تُستخدم سبائك البرونز ذات الخصائص المعدنية المتنوعة على نطاق واسع في صناعة الآلات الإيقاعية الطرقية حول العالم، خاصة في آسيا، وتشمل الأجراس، أوعية الغناء، الصنوج، النواقيس، وغيرها من الآلات التي تُصدر الصوت عن طريق الطرق. ومن الأمثلة البارزة على ذلك: أوعية الغناء التبتية، وأجراس المعابد بمختلف أشكالها وأحجامها، وآلات الغاميلان الجاوية، وغيرها من الآلات الموسيقية المصنوعة من البرونز. وتُشير اللقى الأثرية إلى أن أقدم استخدام للبرونز في هذه السياقات في إندونيسيا يعود إلى القرنين الأول والثاني قبل الميلاد، حيث عُثر على صفائح معدنية مسطحة يُعتقد أنها كانت تُعلَّق وتُقرَع بمطرقة خشبية أو عظمية. كما عُثر على طبول برونزية قديمة في كل من تايلاند وفيتنام تعود إلى نحو ألفي عام، في حين أن بعض الأجراس البرونزية التي اكتُشفت في تايلاند وكمبوديا ترجع إلى حوالي عام 3600 قبل الميلاد.
وفي الوقت الحاضر، بدأت بعض الشركات بإنتاج سكسوفونات مصنوعة من برونز الفوسفور، الذي يحتوي على 3.5 إلى 10٪ قصدير وما يصل إلى 1٪ فوسفور. ويُستخدم أيضًا برونز الأجراس (B20) في تصنيع حلقة الرنين في النماذج الاحترافية من آلة البانجو. تُعد هذه الحلقة قطعة معدنية ثقيلة (تزن عادةً حوالي 1.4 كغ)، تُركَّب على حافة خشبية سميكة، وتُغطى بغشاء من الجلد أو البلاستيك. وتمنح برونز الأجراس للبانجو صوتًا واضحًا وقويًا في الترددات المنخفضة، مع طابع رنّان يشبه صوت الأجراس في الترددات العالية.

### العملات والميداليات

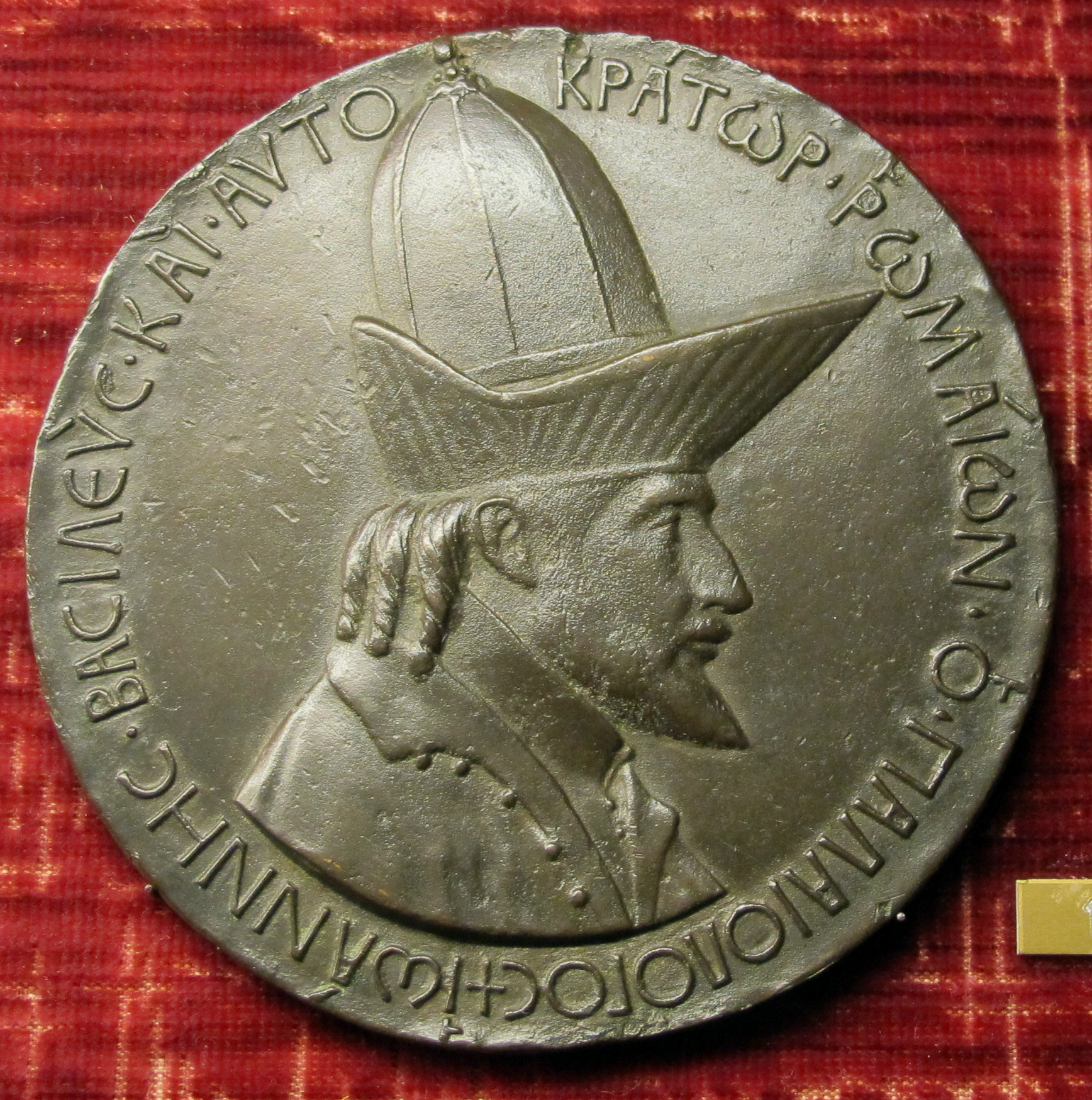
ميدالية الإمبراطور يوحنا الثامن باليولوغوس خلال زيارته إلى فلورنسا، صنعها الفنان بيسانيلو (1438). النقش باللغة اليونانية يقرأ: "يوحنا باليولوغوس، باسيليوس وأوتوكراتور الرومان".

استُخدم البرونز أيضًا في صناعة العملات المعدنية؛ فمعظم العملات المعروفة باسم "عملات نحاسية" هي في الواقع مصنوعة من البرونز، وتتكوَّن عادةً من حوالي 4% قصدير و1% زنك، إلى جانب النحاس الأساسي.
وكما هو الحال مع العملات، فقد استُخدم البرونز على مدى قرون في صناعة أنواع مختلفة من الميداليات. وتُعرف "الميدالية البرونزية" في الزمن المعاصر بأنها جائزة المركز الثالث في المسابقات الرياضية وغيرها من الفعاليات التنافسية. وغالبًا ما يُستخدم مصطلح "المركز الثالث" مجازيًا حتى في حال عدم منح ميدالية برونزية فعلية. ويعود هذا الاستخدام جزئيًا إلى الرمزية المستمدة من الأساطير الإغريقية، والتي صنّفت عصور البشرية إلى ثلاثة: العصر الذهبي، حيث كان البشر يعيشون بين الآلهة؛ العصر الفضي، الذي امتد فيه الشباب لمئة عام؛ والعصر البرونزي، وهو عصر الأبطال.
وقد استُخدمت الميداليات الذهبية والفضية والبرونزية لأول مرة في حدث رياضي خلال دورة الألعاب الأولمبية الصيفية لعام 1904. أما في أولمبياد 1896، فقد مُنحت الميدالية الفضية للفائزين، والبرونزية لأصحاب المركز الثاني، بينما في دورة عام 1900 مُنحت جوائز بديلة بدلاً من الميداليات. كما يُعد البرونز المادة التقليدية المستخدمة في صنع ما يُعرف بـالبلاكيه، وهو عمل فني صغير مستطيل الشكل، غالبًا ما يحتوي على مشهد بارز، ويُوجَّه عادةً لهواة الجمع.
وفي السياق الرمزي والاجتماعي، يرتبط البرونز أيضًا بـالذكرى السنوية الثامنة للزواج، حيث يُقدَّم كرمز لهذه المناسبة.

## إشارات في الكتاب المقدس
يَرِد في الكتاب المقدس أكثر من 125 إشارة إلى البرونز (بالعبرية: نِحوشِت נְחֹשֶׁת)، ويبدو أن هذه الكلمة العبرية كانت تُستخدم للدلالة على النحاس وأي من سبائكه. ومع ذلك، يُعتقد أن العبرانيين في زمن العهد القديم لم يكونوا يمتلكون تقنية تصنيع الزنك (العنصر اللازم لصناعة النحاس الأصفر)، ومن ثم فمن المرجح أن مصطلح نحوشِت كان يشير إلى النحاس وسبائكه مع القصدير، أي ما يُعرف اليوم باسم البرونز. في نسخة "الملك جيمس" من الكتاب المقدس، لا يظهر مصطلح "bronze" (البرونز) إطلاقًا، بل تُرجمت كلمة نحوشِت إلى "brass" (النحاس الأصفر). أما الترجمات الحديثة، فتميل إلى استخدام "bronze" ترجمةً أدق.
استُخدم البرونز على نطاق واسع في خيمة الاجتماع، كما في: مذبح البرونز (سفر الخروج، الإصحاح 27)، والمرحضة البرونزية (الإصحاح 30)، والأواني المختلفة، وحتى المرآة البرونزية (الإصحاح 38). كما ورد في سفر العدد (الإصحاح 21) أن النبي موسى رفع حية من نحاس (برونز) على سارية، في قصة شفاء بني إسرائيل من لدغات الحيّات. وفي سفر الملوك الأول، يُذكر أن حيرام كان ماهرًا جدًا في صناعة البرونز، وقد صنع العديد من الأدوات والقطع المخصصة لهيكل سليمان، مثل الأعمدة، والتيجان، القواعد، العجلات، الأحواض، والأطباق، وبعضها كان مزخرفًا بشكل فني متقن (أنظر: 1 ملوك 7:13–47). كما استُخدم البرونز في صناعة الخوذ والدروع الحربية، كما ورد في معركة داود وجالوت في سفر صموئيل الأول 17:5–6 و17:38، وكذلك في سفر أخبار الأيام الثاني 12:10، حيث تُذكر دروع برونزية بديلة لتلك الذهبية التي سُرقت.

## اقرأ أيضا
- معدن بريطانيا
- غشاء العتق
- برونز زرنيخي